# Mecynoecia proboscidea
Mecynoecia proboscidea är en mossdjursart som först beskrevs av Milne-Edwards 1838.  Mecynoecia proboscidea ingår i släktet Mecynoecia och familjen Entalophoridae. Utöver nominatformen finns också underarten M. p. watersi.